# Corcești, Adâncata

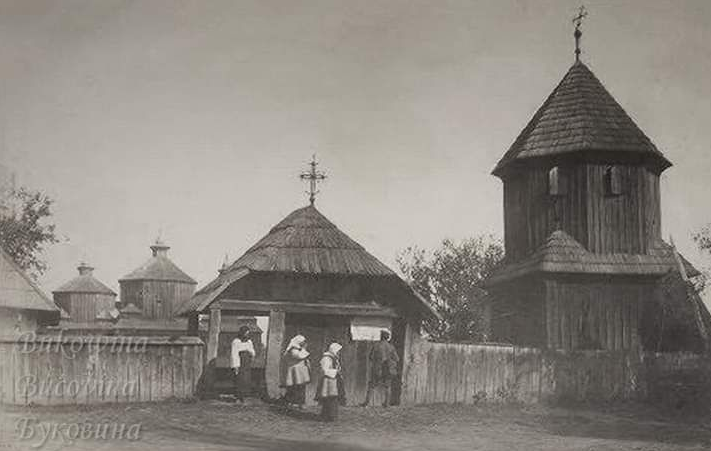
Biserica Corcești (fotografie din 1907-1908)

Corcești (în ucraineană Корчівці, transliterat Korcivți, în rusă Корчовцы și în germană Korczestie) este un sat reședință de comună în raionul Adâncata din regiunea Cernăuți (Ucraina). Are 1,733 locuitori, preponderent români.
Satul este situat la o altitudine de 370 metri, în partea de sud-vest a raionului Adâncata.

## Istorie
Localitatea Corcești a făcut parte încă de la înființare din regiunea istorică Bucovina a Principatului Moldovei. Prima atestare documentară a satului are loc într-un hrisov din 22 martie 1654 al domnitorului Gheorghe Ștefan (1653-1658), în care acesta menționa și satul Corcești printre satele aflate în stăpânirea Mănăstirii Dragomirna. Începând de atunci, Corceștiul este menționat în documentele vremii ca un sat separat. Satul a fost slab populat o lungă perioadă, terenurile sale fiind folosite pentru pășunat.
În ianuarie 1775, ca urmare a atitudinii de neutralitate pe care a avut-o în timpul conflictului militar dintre Turcia și Rusia (1768-1774), Imperiul Habsburgic (Austria de astăzi) a primit o parte din teritoriul Moldovei, teritoriu cunoscut sub denumirea de Bucovina. După anexarea Bucovinei de către Imperiul Habsburgic în anul 1775, localitatea Corcești a făcut parte din Ducatul Bucovinei, guvernat de către austrieci, făcând parte din districtul Storojineț (în germană Storozynetz).  
Guvernul austriac a scos în anul 1783 satul Corcești din stăpânirea Mănăstirii Dragomirna, dorind să închirieze terenurile inițial populației de etnie lipoveană, dar aceștia au refuzat să se stabilească acolo deoarece terenul era acoperit de păduri și, prin urmare, nu era potrivit pentru realizarea culturilor agricole. Lipovenii s-au stabilit mai la sus, în satul Fântâna Albă și în zona Varnița. 
În martie 1785, administrația Bucovinei a oferit terenul la un număr de 18 familii de ruteni, care s-au mutat din satul Bălcăuți. În anul 1807 s-a construit în sat o biserică de lemn cu hramul "Sf. Vasile", aceasta fiind sfințită la 1/14 ianuarie 1808. Prima școală din sat a fost înființată la 19 octombrie 1884.  
După Unirea Bucovinei cu România la 28 noiembrie 1918, satul Corcești a făcut parte din componența României, în Plasa Flondoreni a județului Storojineț. Pe atunci, majoritatea populației era formată din români. 
Ca urmare a Pactului Ribbentrop-Molotov (1939), Bucovina de Nord a fost anexată de către URSS la 28 iunie 1940. După ocuparea satului de către sovietici, mai mulți săteni au încercat să treacă în România. Ca urmare a zvonurilor lansate de NKVD că s-ar permite trecerea graniței în România, la 1 aprilie 1941, un grup mare de oameni din mai multe sate de pe valea Siretului (Pătrăuții de Jos, Pătrăuții de Sus, Cupca, Corcești și Suceveni), purtând în față un steag alb și însemne religioase (icoane, prapuri și cruci din cetină), a format o coloană pașnică de peste 3.000 de persoane și s-a îndreptat spre noua graniță sovieto-română. În poiana Varnița, la circa 3 km de granița română, grănicerii sovietici îi așteptau ascunși în pădure; au tras din plin cu mitraliere, în continuu, secerându-i. Supraviețuitorii au fost urmăriți de cavaleriști și spintecați cu sabia. Supraviețuitorii au fost arestați de NKVD din Adâncata și după torturi înfiorătoare, au fost duși în cimitirul evreiesc din acel orășel și aruncați de vii într-o groapă comună, peste care s-a turnat și s-a stins var . 
Bucovina de Nord a reintrat în componența României în perioada 1941-1944, fiind reocupată de către URSS în anul 1944 și integrată în componența RSS Ucrainene. În acel an, autoritățile sovietice au schimbat denumirea satului în cea de Șirokaia Poleana. În anul 1944 se redeschide școala din sat, care primește în 1974 statut de școală medie. 
Începând din anul 1991, satul Corcești face parte din raionul Adâncata al regiunii Cernăuți din cadrul Ucrainei independente. La recensământul din 1989, numărul locuitorilor care s-au declarat români plus moldoveni era de 1.398 (1.385+13), reprezentând 90,90% din populație . În prezent, satul are 1.733 locuitori, preponderent români.
Între anii 1992-1996, s-a construit în sat o nouă biserică, tot cu hramul "Sf. Vasile". Cu prilejul sărbătorilor, se mai oficiază slujbe și în biserica veche.

## Demografie
Componența lingvistică a comunei Corcești
     Ucraineană (66,59%)
     Română (32,2%)
     Alte limbi (1,21%)
Conform recensământului din 2001, majoritatea populației comunei Corcești era vorbitoare de ucraineană (66,59%), existând în minoritate și vorbitori de română (32,2%).
1989: 1.538 (recensământ)
2007: 1.733 (estimare)

## Recensământul din 1930
Componența etnică a comunei Corcești (județul Storojineț)
     Români (90,53%)
     Evrei (4,07%)
     Ruteni (1,19%)
     Ruși (3,88%)
     Germani (0,33%)
Componența confesională a comunei Corcești
     Ortodocși (94,42%)
     Baptiști (1,51%)
     Mozaici (4,07%)
Conform recensământului efectuat în 1930, populația comunei Corcești se ridica la 1.595 locuitori. Majoritatea locuitorilor erau români (90,53%), cu o minoritate de evrei (4,07%), una de ruteni (1,219%), una de ruși (3,88%) și una de germani (0,33%). Din punct de vedere confesional, majoritatea locuitorilor erau ortodocși (94,42%), dar existau și baptiști (1,51%) și mozaici (4,07%).

## Imagini

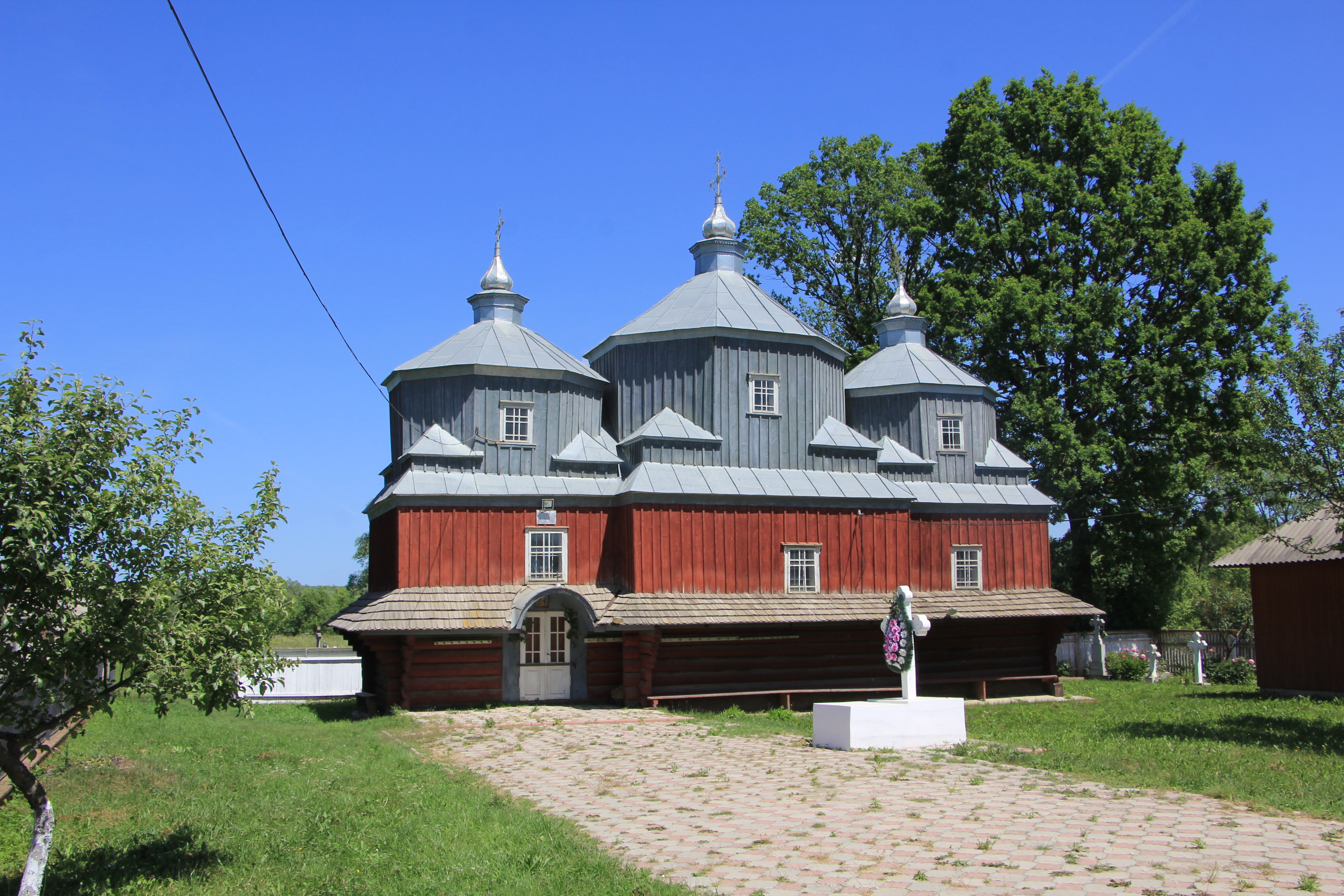
Biserica de lemn din Corcești
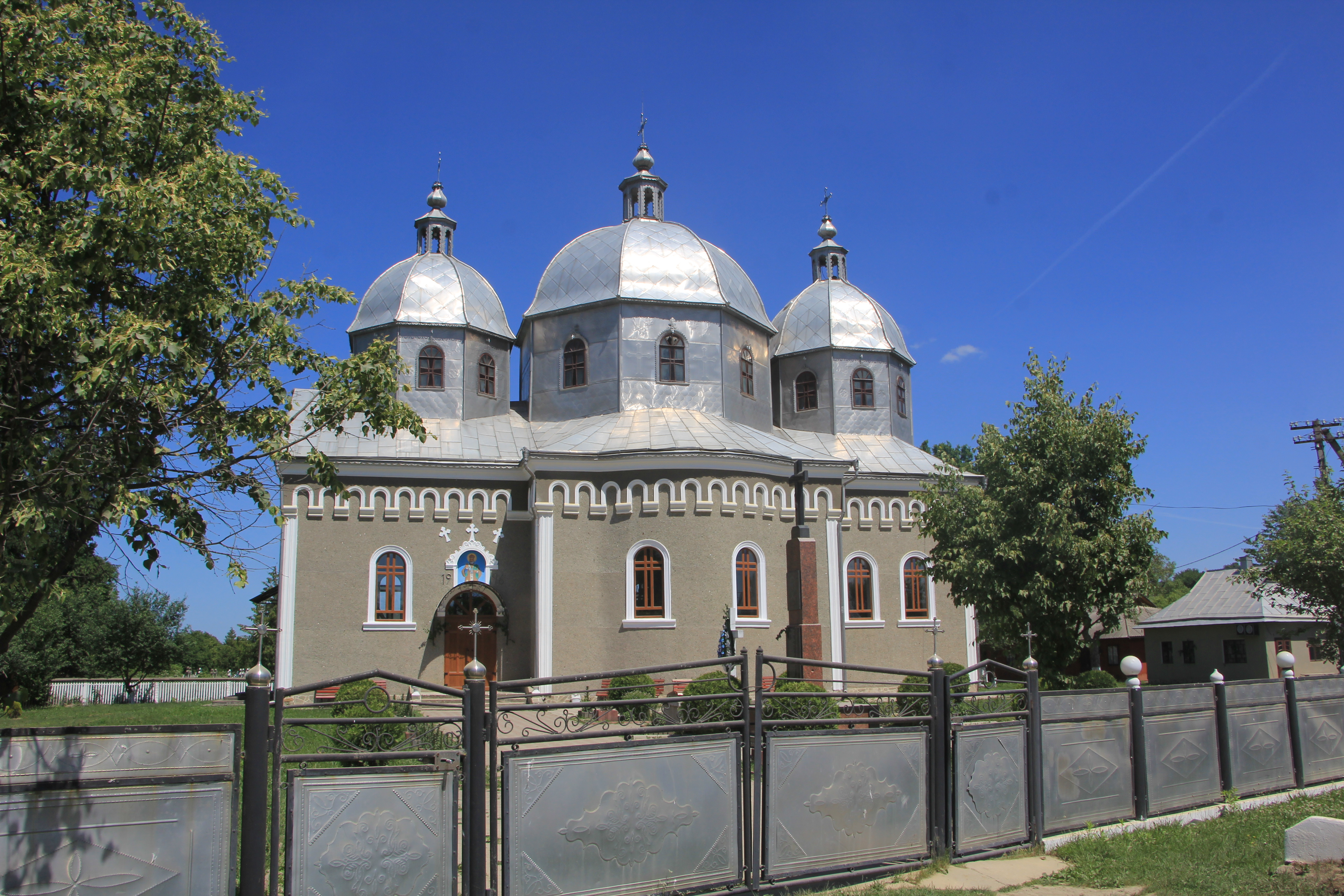
Biserica din Corcești
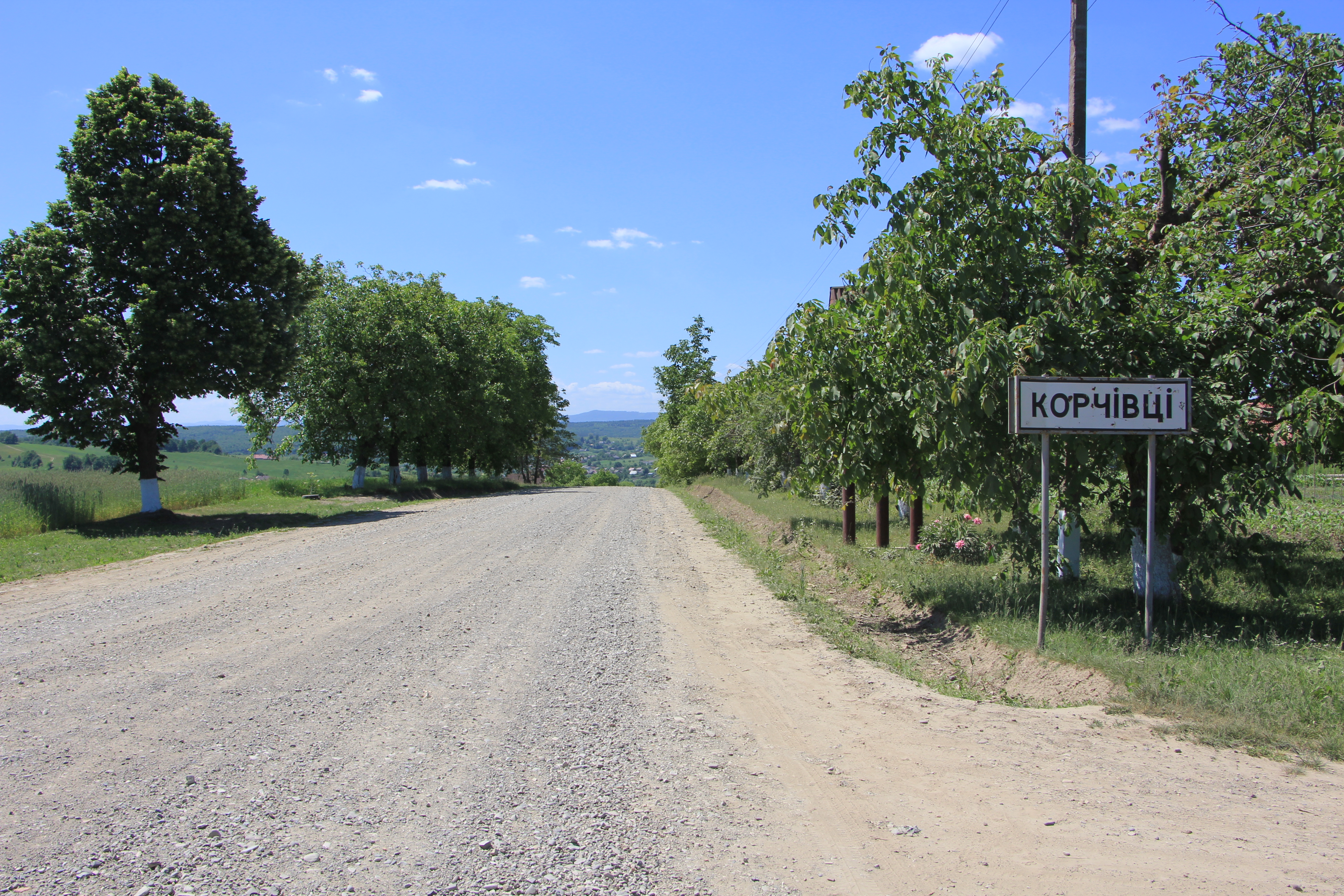
Intrarea în sat
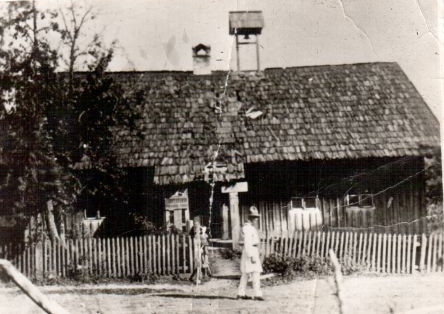
Prima școală din Corcești (1884)
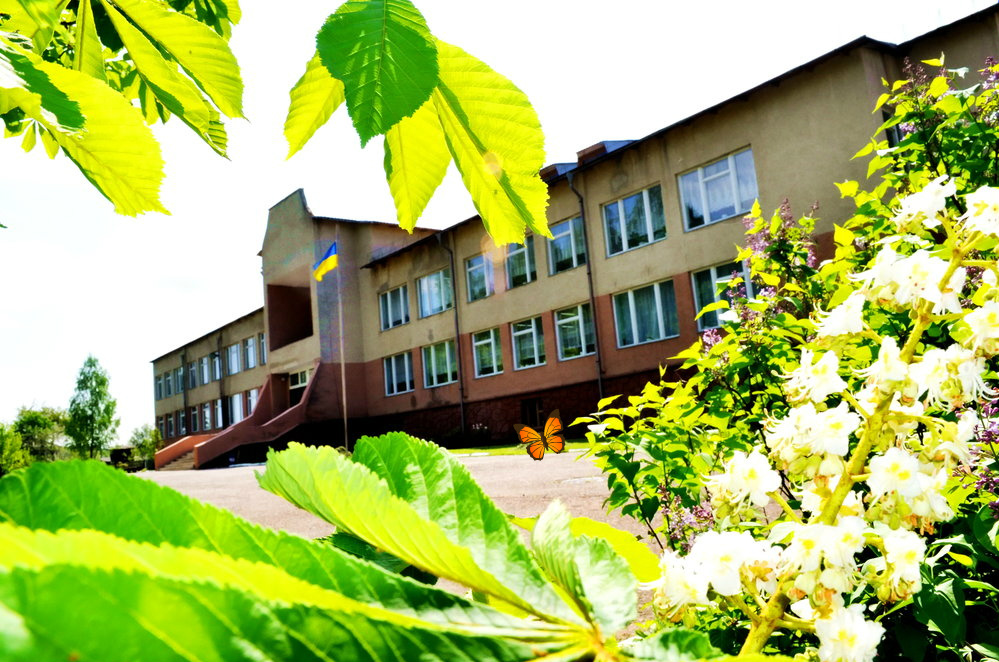
Școala din Corcești